# الحديقة الألفية

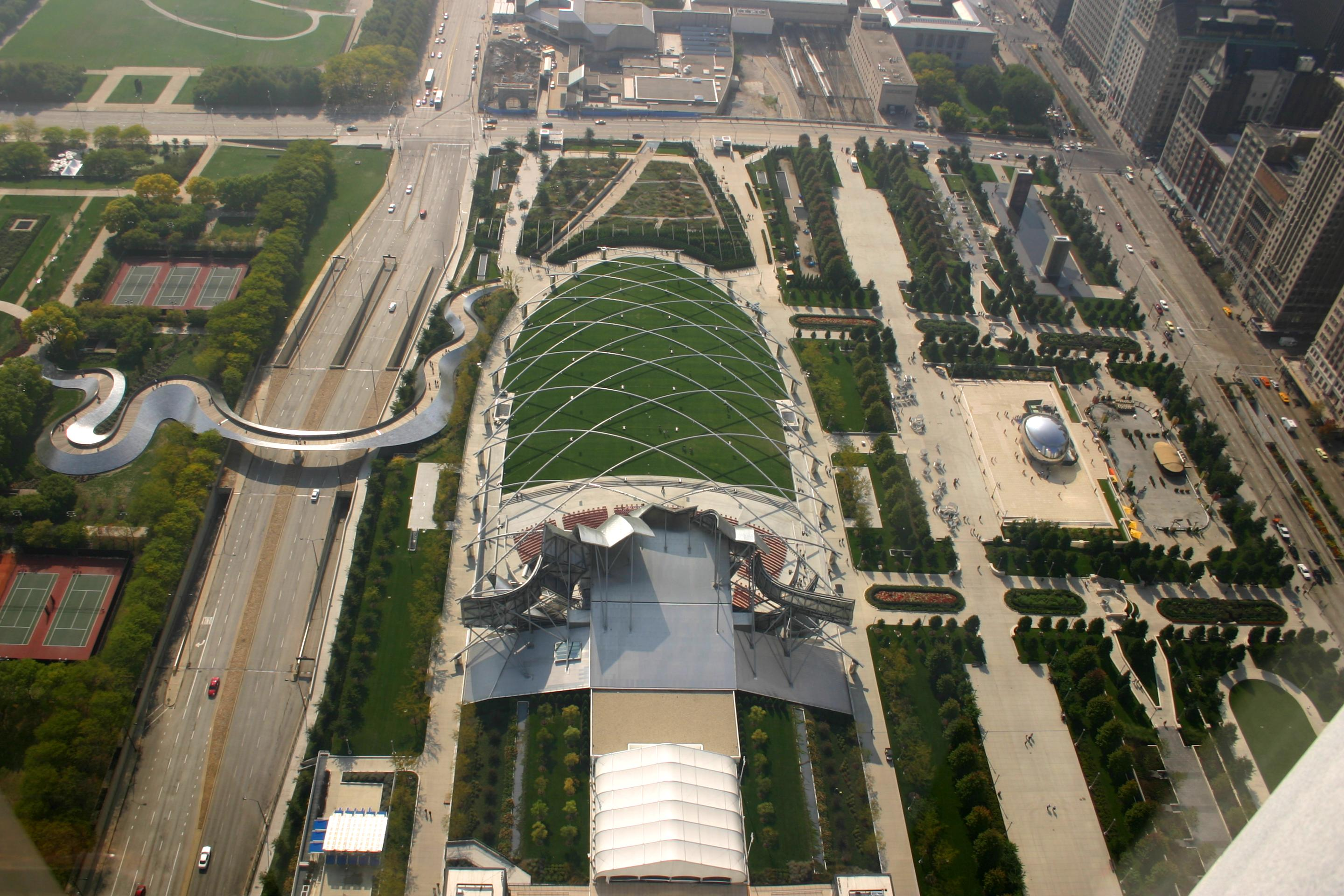
الحديقة الافية من فوق

الحديقة الألفية (بالإنجليزية: Millennium Park)‏ تقع في مدينة شيكاغو بولاية ألينوي الأمريكية. افتتحت سنة 2004 وكلفت ما يقارب 500 مليون دولار . تعتبر من أهم المعالم في شيكاغو وتعد مركز ترفيهي وسياحي مشهور يحتوي على العديد من المعالم الفنية ك Cloud Gate و نافورة التاج ومسرح Jay Pritzker Pavilion الذي قام بتصميمه المعماري العالمي الشهير فرانك غيري .